# Доміцій Ульпіан
Гне́й Домі́цій А́нній Ульпіа́н (повне ім'я лат. Gnaeus Domitius Annius Ulpianus або стисліше Domitius Ulpianus; нар. 170 , м. Тір, Фінікія, тепер м. Сур Ліван — пом. 228, Рим) — визначний давньоримський юрист та державний діяч часів правління династії Северів; величезна кількість правових позицій з творів Ульпіана увійшла до складу Дигест імператора Юстиніана.

## Життєпис
Народився у місті Тір. За національністю був фінікійцем. Свою кар'єру розпочав есесором (радником) з права при преторі. Після цього очолював відомство прохань імператорської канцелярії. У 205 році призначається есесором при префекті преторії Папініані. Після цього при імператорах Каракаллі та Еліогабалі займав посади префект анонія, начальника імператорської канцелярії.
За імператора Александра Севера Ульпіан у березні 222 року стає префектом аннони, а у грудні того ж року — префектом преторія. Спочатку він виконував свої обов'язки разом з двома колегами — Флавіаном і Хрестом, але незабаром обидва вони були страчені за звинуваченням у змові, Ульпіан залишився єдиним префектом. Він мав великий вплив на молодого імператора й користувався при імперської дворі великою повагою та впливом. Його учнем був Геренній Модестін. Під час чергових інтриг при дворі Доміція Ульпіана було вбито.

## Правові погляди та юридичні твори Ульпіана
У творчості Ульпіана помітний вплив стоїцизму на його думки про право. За Ульпіаном право поділяється на три роди (за природою норм права):
Перший — Природне право, яке стосується усіх живих істот.
Другий — Право народів (Jus gentium), яке стосується лише людей.
Третій — Цивільне право, яке належить до відомого політичного цілого.
Особливою увагу в Ульпіана користувався принцип справедливості у праві, судових відносинах.
За Ульпіаном право всезагальне, об'єктивне, знаходиться поза волею людини, головний закон природи. Юриспруденція, згідно з Ульпіаном, — це знання божественних та людських справ, наука про справедливе та несправедливе.
У доробку Ульпіана є 30 трактатів об'ємом у 250 томів. Розквіт літературної та правничої діяльності Ульпіана припадає на 211–222 роки. Основним твором з права Ульпіана є Liber singularis regularum, який був побудований за принципом «Інституцій» іншого відомого правника Гая. У 426 році імператором Валентиніаном праці Ульпіана визнані обов'язковими поряд з працями чотирьох інших видатних давньоримських правників.

### Основні твори
- коментар до едикту  (Ad edictum, виклад преторського права) — 83 книги;
- коментар до Сабіна (Ad Sabinum, коментарі цивільного права — 50 книг);
- "Книга правил" (Liber singularis regularum).